# María Lourdes Carlé
María Lourdes Carlé (n. 10 februarie 2000, Daireaux⁠(d), Buenos Aires, Argentina) este o jucătoare profesionistă de tenis din Argentina. Cea mai bună clasare a sa la simplu este locul 71 mondial, în mai 2024, iar la dublu locul 136 mondial, în iulie 2022.
Ea deține un titlu la simplu și două la dublu pe circuitul WTA Challenger. Pe circuitul ITF, ea a câștigat până acum 13 titluri la simplu și cinci la dublu.